# Stenosoma bellonae
Stenosoma bellonae là một loài chân đều trong họ Idoteidae. Loài này được Daguerre de Hureaux miêu tả khoa học năm 1968.